# Щитолистниковые
Щитолистниковые, или Гидрокотилевые (лат. Hydrocotyloideae) — подсемейство цветковых растений семейства Аралиевые (Araliaceae).
Представители этого подсемейства отличаются наличием прилистников у листьев, а также деревянистыми внутренними слоями околоплодника.

## Роды
Подсемейство насчитывает два рода:
- Hydrocotyle L. — Щитолистник
- Trachymene Rudge

Ранее к этому подсемейству относили и несколько других родов, в том числе род Centella L. — Центелла, который сейчас включён в состав семейства Зонтичные (Apiaceae).